# Spaniopappus
Spaniopappus là một chi thực vật có hoa trong họ Cúc (Asteraceae).

## Loài
Chi Spaniopappus gồm các loài: